# Jean Flori
Jean Flori (7. dubna 1936, Lillebonne, Francie – 18. dubna 2018, Carnac) byl francouzský historik a pracovník Centre national de la recherche scientifique (CNRS) a Centre d'Etudes Supérieures de Civilisation Médiévale (CESCM). Specializoval se především na dějiny středověké společnosti, rytířství a křížových výprav.
Doktorát z humanitních věd získal v roce 1981 (Pantheon-Sorbonne). V současnosti působí jako ředitel výzkumu v CNRS (Centrum pro vysokoškolské studium středověké civilizace v Poitiers). Je autorem mnoha knih mimo jiné s tematikou rytířství a křížových výprav a také několika monografií věnovaných středověkým osobnostem (Eleonora Akvitánská, Richard I. Lví srdce, Filip II. August, Bohemund z Antiochie a Petr Poustevník). Jeho knihy byly přeloženy do mnoha světových jazyků.

## Publikace
- L'idéologie du glaive : Préhistoire de la chevalerie. Genève : Droz, 1983. 205 s.
- L'essor de la chevalerie : XIe-XIIe siècles. Genève : Droz, 1986. 404 s.
- La Première Croisade : l'Occident chrétien contre l'Islam : aux origines des idéologies occidentales : 1095-1099, Bruxelles : Complexe, 1992. 287 s. ISBN 2-87027-436-X.
- Le chevalerie en France au Moyen Age. Paris : Presses universitaires de France, 1995. 127 s. ISBN 2-13-046766-0.
- Chevaliers et chevalerie au Moyen Age. Paris : Hachette, 1998. 307 s. ISBN 2-01-235224-3 (česky Rytíři a rytířství ve středověku. Praha : Vyšehrad, 2008. 253 s. ISBN 978-80-7021-897-6.)
- La chevalerie. Paris : J. P. Gisserot, 1998. 127 s. ISBN 2-87747-345-7.
- Croisade et chevalerie : XIe-XIIe siècles. Bruxelles : De Boeck Université, 1998. 433 s. ISBN 2-8041-2792-3.
- Brève histoire de la chevalerie. Gavaudan, 1999. ISBN 2-910685-25-X.
- Pierre l'Ermite et la première croisade. Paris : Fayard, 1999. 647 s. ISBN 2-213-60355-3.
- Richard Coeur de lion : le roi-chevalier. Paris : Payot & Rivages, 1999. 597 s. ISBN 2-228-89272-6.
- La guerre sainte : la formation de l'idée de croisade dans l'Occident chrétien. Paris : Aubier, 2001. 406 s. ISBN 2-7007-2318-X.
- Les croisades : Origines, réalisations, institutions, déviations. Paris : Jean-Paul Gisserot, 2001. 124 s. ISBN 2-87747-542-5.
- Philippe Auguste : naissance de l'Etat monarchique : 1165-1223. Paris : Tallandier, 2002. 159 s. ISBN 2-235-02318-5.
- Guerre sainte, jihad, croisade : violence et religion dans le christianisme et l'islam. Paris : Seuil, 2002. ISBN 2-02-051632-2.
- Aliénor d’Aquitaine : la reine insoumise. Paris : Payot, 2004. 552 s. ISBN 2-228-89829-5. (česky Eleonora Akvitánská : vzpurná královna. Praha : Argo, 2014. 356 s. ISBN 978-80-257-1317-4).
- L'islam et la fin des Temps : L'interprétation prophétique des invasions musulmanes dans la chrétienté médiévale. Paris : Seuil, 2007. 444 s. ISBN 978-2-02-059266-6.
- Bohémond d'Antioche : chevalier d'aventure. Paris : Payot, 2007. 379 s. ISBN 978-2-228-90226-7.
- La fin du monde au Moyen Age, Paris, (éd. J-P Gisserot), 2008. 127 s. ISBN 978-2-7558-0010-4.